# Ourisia fuegiana
Ourisia fuegiana es una especie de planta con flores de la familia Plantaginaceae que es endémica de los hábitats montañosos de los Andes del sur de Argentina y Chile.  En 1916, el botánico sueco Carl Skottsberg describió O. fuegiana. Las plantas de esta especie son muy pequeñas, con hojas pilosas con pelos no glandulares, un cáliz subregular con 5 lóbulos ciliados usualmente divididos hasta la base, corolas solitarias bilabiadas de color blanco y un estigma muy corto. Ourisia fuegiana se encuentra en Tierra del Fuego pero no es endémica allí; su distribución geográfica se extiende más al norte hasta los 46°S.

## Taxonomía
Ourisia fuegiana pertenece a la familia de plantas Plantaginaceae.  En 1916, el botánico sueco Carl Skottsberg describió a esta especie basándose en especímenes que recolectó en la Expedición Magallánica Sueca de 1907-1909.   Skottsberg recolectó el material tipo en la Región de Magallanes chilena en la isla de Tierra del Fuego, en las montañas del extremo occidental del Lago Fagnano en 1908.   El lectotipo se encuentra en el Museo de la Evolución de la Universidad de Uppsala (herbario UPS) y hay un isolectotipo en el Museo Sueco de Historia Natural (herbario S).  
Ourisia fuegiana es una de las especies más pequeñas de Ourisia, similar en tamaño a O. modesta de Nueva Zelanda, O. muscosa y O. biflora de los Andes del norte y O. pygmaea de los Andes del sur. </ref> Junto con su pequeñez, las siguientes características ayudan a distinguir a Ourisia fuegiana de estas y otras especies: sus corolas pequeñas, blancas y bilabiadas, su cáliz regular o casi regular con los 5 lóbulos generalmente divididos hasta la base del cáliz y pelosos en los bordes, sus hojas pelosas con pelos no glandulares y su estigma muy corto. 
Ourisia fuegiana es morfológicamente más similar a dos otras especies del sur de los Andes, O. pygmaea y O. breviflora.    Las plantas de estas tres especies tienen corolas bilabiadas y tienen partes de la planta que no son peludas (glabras) o que sólo tienen pelos no glandulares. Ourisia fuegiana se puede distinguir de estas dos especies por su tamaño muy pequeño de hasta solamente 1,7 cm de alto (en comparación con 1,4–25 cm de alto en O. pygmaea y O. breviflora ), su corola blanca de menos de 5,8 mm de largo (en comparación con la corola blanca, lila o rosada de 7,7–21,0 mm de largo) y sus pedicelos cortos que miden solamente hasta 2,4 mm de largo (en comparación con pedicelos de 3,6–32,9 mm de largo). 
En comparación con O. pygmaea, O. fuegiana tiene hojas y pecíolos peludos, brácteas florales pecioladas, lóbulos de la corola que no se extienden y estilos cortos <1,6 mm de largo (en lugar de hojas y pecíolos glabros, brácteas florales sésiles, lóbulos de la corola extendidos y estilos más largos >2,5 mm en O. pygmaea).   Además, O. fuegiana tiene cálices más pequeños (hasta solamente 3,5 mm de largo) en lugar de cálices de más de 3,8 mm de largo en O. breviflora.
La distribución geográfica de O. fuegiana (46°S a 56°S) no se superpone con la de O. pygmaea (37°S a 45°S) ni con la de O. breviflora subsp. uniflora (37°S a 44°S), mientras que sí se superpone casi por completo con el rango geográfico de O. breviflora subsp. breviflora (44°S a 56°S). 
El epíteto de especie "fuegiana" se refiere a la localidad tipo donde fue recolectada. Aunque David Moore consideró que la especie era endémica de Tierra del Fuego,   su distribución se extiende hacia el norte hasta los 46°S latitud. 

## Descripción

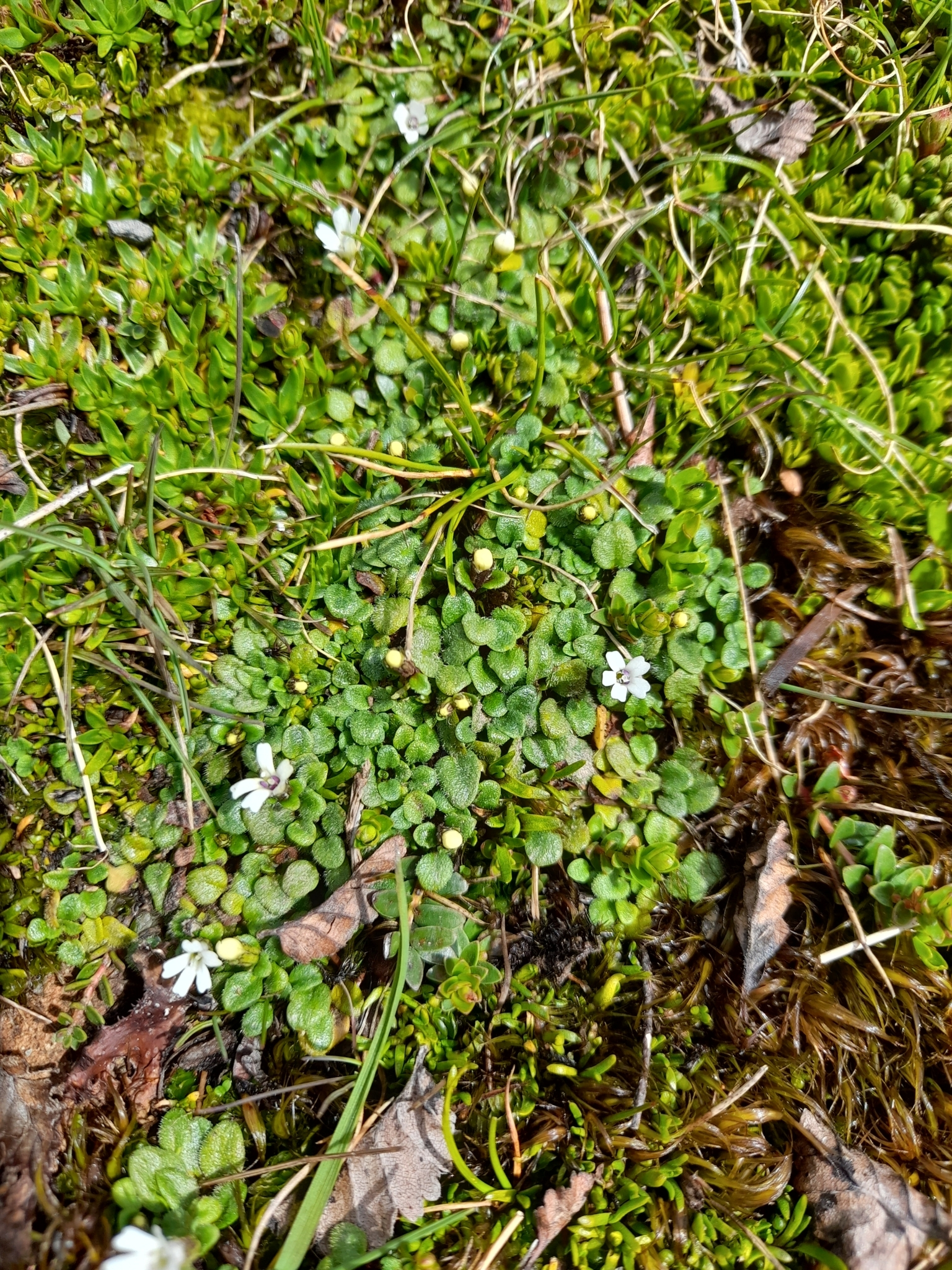
Planta con flores en un hábitat húmedo de Isla Navarino, Chile.

Las plantas de Ourisia fuegiana son hierbas perennes, rastreras y subrosetadas que se forman matas. Los tallos cortos miden entre 0,6 y 1,5 mm de ancho y son glabros (sin pelos). Las hojas están agrupadas estrechamente en una subroseta, pecioladas, de 1,3 a 4,6 mm de largo y1,2 a 3,7 mm de ancho (relación largo:ancho 1,1–1,3:1). Los pecíolos de las hojas miden entre 1,8 y 8,5 mm de largo y tienen algunos pelos cortos no glandulares. Las láminas de las hojas son ovadas, ampliamente ovadas, muy ampliamente ovadas o circulares, más anchas debajo de la mitad, con un ápice redondeado, una base cuneiforme o a veces truncada y bordes lisos, ondulados o dentados. La superficie superior de la hoja es densamente pilosa con pelos cortos no glandulares y la superficie inferior es glabra y punteada. Las inflorescencias son ascendentes o erectas, de hasta 14 mm de largo, con una flor solitaria, y cada planta pequeña tiene normalmente una sola inflorescencia. Cada flor tiene 2 brácteas que son ampliamente ovadas, muy ampliamente ovadas, estrechamente obovadas, obovadas o ampliamente obovadas. Las brácteas son similares a las hojas pero son más pequeñas y a veces más anchas por encima de la mitad, de 1,3 a 3,0 mm de largo y de 0,9 a 2,1 mm de ancho y pecioladas. Las flores nacen sobre un pedicelo de hasta 2,4 mm de largo y glabro. El cáliz mide entre 2,2 y 3,6 mm de largo, y es generalmente regular, con los 5 lóbulos igualmente divididos hasta la base del cáliz (o algunas veces los 3 lóbulos posteriores divididos hasta un poco más arriba), cada uno usualmente redondeado, con una vena prominente y glabro excepto por una densa cubierta de pelos no glandulares en los márgenes (bordes) de los lóbulos. La corola mide entre 3,8 y 6,6 mm de largo (incluyendo el tubo de la corolla de 2,3 a 3,6 mm) y es bilabiada, recta, tubular, de color blanco y glabra por dentro y por fuera. Los lóbulos de la corola miden entre 1,3 y 3,3 mm de largo, no se extienden, y son obcordados u obovados y emarginados. Hay 4 estambres que son didínámicos, con los dos estambres largos y los dos estambres cortos incluidos o llegando a la apertura del tubo de la corola. El estilo mide entre 0,7 y 1,6 mm de largo, y está incluido, con un estigma emarginado. El ovario mide entre 1,0 y 1,9 mm de largo. Los frutos son cápsulas glabras con dehiscencia loculicida y los pedicelos fructíferos miden entre 1,0 y 4,3 mm de largo. Se desconoce el número de semillas en cada cápsula, y las semillas miden entre 0,7 y 0,9 mm de largo y 0,4 y 0,7 mm de ancho, son elípticas, con una cubierta reticulada (que tiene un patrón similar a una red) débilmente bicapa (o de una sola capa) con retículos primarios gruesos, lisos y poco profundos. 
Ourisia fuegiana tiene flores de noviembre a marzo y tiene frutos de noviembre a mayo. 
El número de cromosomas de Ourisia fuegiana no es conocido.

## Distribución y hábitat
Ourisia fuegiana es endémica de las montañas de los Andes del sur de Argentina y Chile desde aproximadamente los 46°S hasta los 56°S de latitud.  Se encuentra en las provincias argentinas de Santa Cruz y Tierra del Fuego   y las regiones chilenas de Aysén y Magallanes,  incluyendo el Parque Nacional Tierra del Fuego, y varias islas como Isla Navarino e Isla de los Estados.   Se puede encontrar O. fuegiana desde 60 hasta 1200 m sobre el nivel del mar en hábitats húmedos o rocosos como pantanos alpinos o acantilados, a menudo cerca de agua corriente por encima de la línea de árboles.  

## Filogenia
No se incluyeron ningún individuo de Ourisia fuegiana en un análisis filogenético de todas las especies del género Ourisia, que utilizaba marcadores de secuenciación de ADN estándar (dos marcadores de ADN ribosómico nuclear y dos regiones de ADN de cloroplasto) y datos morfológicos.  